# Henderson (Nueva York)
Henderson es un pueblo ubicado en el condado de Jefferson en el estado estadounidense de Nueva York. En el año 2000 tenía una población de 1,377 habitantes y una densidad poblacional de 13 personas por km².

## Geografía
Henderson se encuentra ubicado en las coordenadas 43°50′58″N 75°11′21″O / 43.84944, -75.18917.

## Demografía
Según la Oficina del Censo en 2000 los ingresos medios por hogar en la localidad eran de $ 37,019 y los ingresos medios por familia eran $45,357. Los hombres tenían unos ingresos medios de $32,050 frente a los $24,792 para las mujeres. La renta per cápita para la localidad era de $20,071. Alrededor del 11.1% de la población estaban por debajo del umbral de pobreza.